# 카미조 토우마
카미조 토우마(일본어: 上条当麻 가미조 도마[*], 영어: Kamijou Touma)는 가마치 가즈마의 라이트 노벨《어떤 마술의 금서목록》에 등장하는 가공의 인물이자, 같은 작품의 주인공. 외전《어떤 과학의 초전자포》에도 등장한다.
담당 성우는 아베 아츠시 (애니메이션 판, 드라마 CD판, 게임 판 동일).

## 인물
학원도시에 사는 고등학교 1학년 소년. 그 오른손에는 살아있는 “이매진 브레이커(幻想殺し)”라고 하는 힘이 깃들어 있다. 작중에서 많이 사용되는 자신의 능력의 이름과 같은 대사 “그 환상을 쳐죽여주마(その幻想をぶち殺す)”는, 게임 판에서도 필살기 구호 및 기술의 이름이다.
제7학구에 있는 고등학교 1학년 7반 소속. 집은 같은 학구에 있는 남학생 기숙사 7층의 방. 친가는 가나가와현에 있다.

### 외모
통칭 성게머리라고 불리는 뾰족뾰족하게 세운 머리를 하고 있으며, 그것 외에는 딱히 특징없는 평범한 외모. 이 헤어스타일은 천연이 아닌 이발료를 쓰고 있는 것 같으며, 그만큼 옷차림에는 신경쓰고 있지 않는 듯 하다. 체격은 평균 체형이지만 약간 근육질이다. 복장은 기본적으로 학생복으로, 여름에는 반팔 제복 아래에 오렌지색 T셔츠를 입고 있고, 겨울에는 목닫이의 윗도리 단추를 열고 아래에 붉은 색 계열의 셔츠를 껴입고 있다. 구두는 흰 바탕에 빨간 라인의 퓨마 스니커즈를 애용하고 있다.